# Esders' Kledingmagazijnen

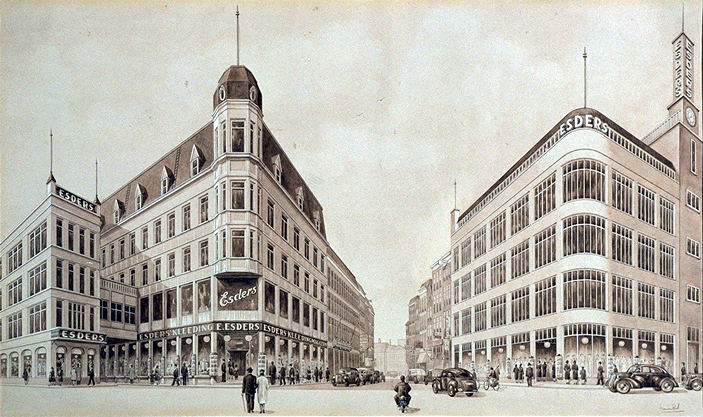
De vroegere gebouwen van Esders' Kledingmagazijnen aan de Hoofdsteeg in Rotterdam, getekend door J. van der Poel

Esders' Kledingmagazijnen was een filiaal van textielketen Esders in Rotterdam dat van 1894 tot 1958 heeft bestaan. Het kledingwarenhuis lag aan de Hoofdsteeg in het oude centrum van Rotterdam, ongeveer waar nu de Gemeentelijke Bibliotheek staat. Nadat op 14 mei 1940 de warenhuisgebouwen door bommen en brand waren verwoest werd in november een noodwinkel geopend aan de Statenweg in Blijdorp. Na de Tweede Wereldoorlog verschenen nieuwe kledingwarenhuizen van Esders aan de Pleinweg in Rotterdam-Zuid en aan de Binnenweg, ongeveer waar nu het Binnenwegplein ligt. In 1958 volgde de liquidatie van Esders' Kledingmagazijnen.

## Geschiedenis

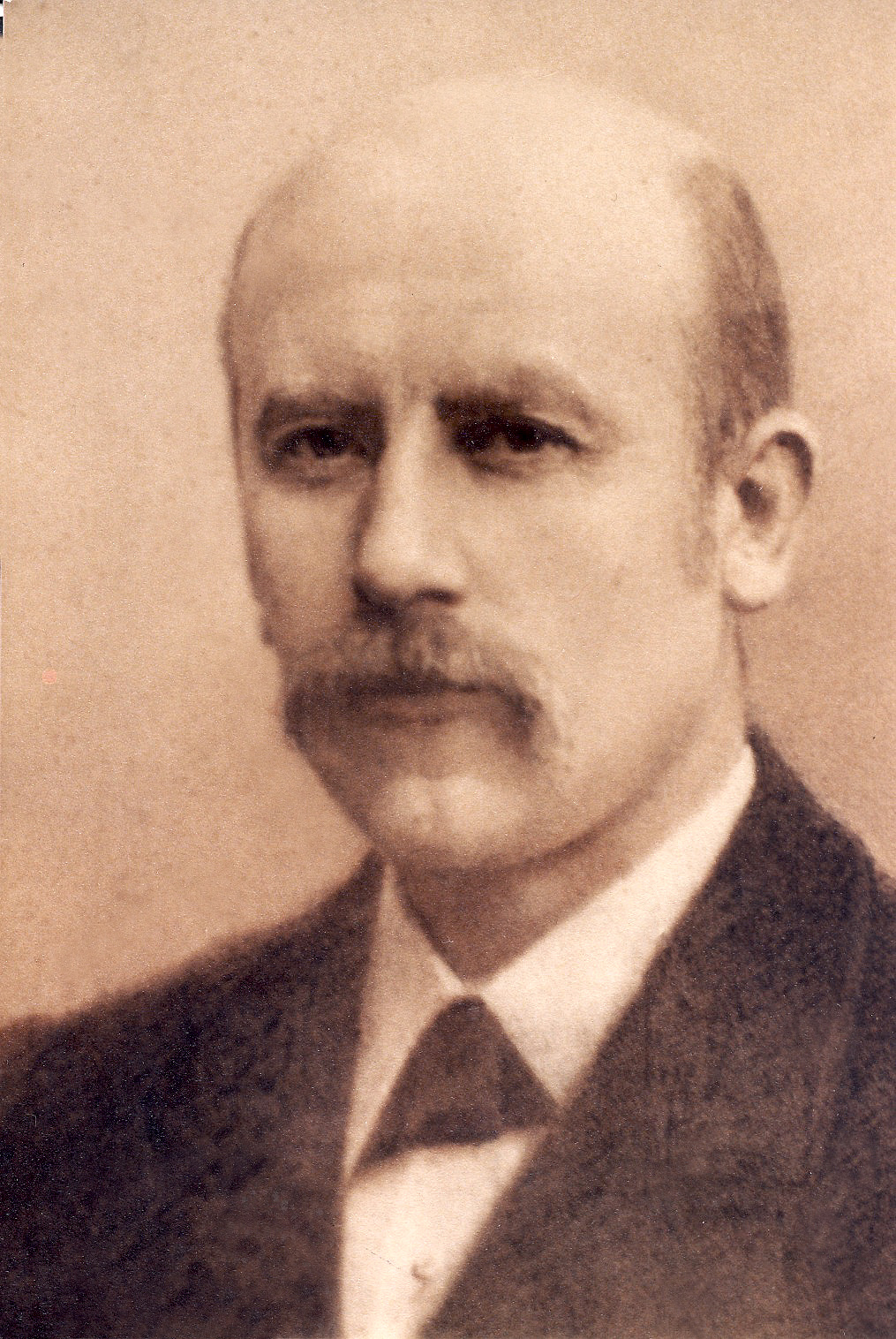
Oprichter Stefan Esders

Het Esders-filiaal in Rotterdam werd opgericht door de uit Duitsland afkomstige Belgisch-Oostenrijkse ondernemer Stefan Esders (1852-1920), alias Etienne Esders. Deze was zijn carrière begonnen bij het Belgische warenhuis Au Bon Marché in Brussel. Vervolgens had hij met zijn compagnon Heinrich Weltmann in Brussel de kledingfabriek A la Grande Fabrique opgericht. Daarnaast bezat hij filialen in Antwerpen, Hamburg en München, deels met belang van familieleden en van Heinrich Weltmann. Omstreeks 1890 nam hij alle aandelen van Heinrich Weltmann over. Verdere filialen volgden in Wenen, Breslau, Dresden en Sint-Petersburg. 
Het kledingwarenhuis van Esders in Rotterdam werd gebouwd op de hoek van Hoofdsteeg en Houttuin. Het werd geopend in 1894. Het warenhuis begon met vijfentwintig man personeel. De eerste directeur was Johan Laufersweiler (1866-1946), familie van de echtgenote van Stefan Esders. Op 15 september 1920 overleed eigenaar Stefan Esders op 68-jarige leeftijd in Wenen. Na zijn dood werden zijn zonen Bernard en Henry eigenaar van het Rotterdamse filiaal.
In 1923 werd een pand aan de Hoendermarkt (het voormalige restaurant 't Verguld Spinwiel) gekocht voor een tweede winkel, recht tegenover de eerste winkel. Beide winkels werden verbonden met een verbindingsbrug over de Houttuin, zodat klanten binnendoor konden gaan zonder de straat te hoeven oversteken. In 1930 werd aan de andere kant van de Hoofdsteeg een nieuw gebouw opgetrokken voor een derde winkel. Deze was via een ondergrondse gang verbonden met de eerste winkel uit 1894. Vanaf dat moment bestond de eerste winkel uit de afdeling heren- en jongenskleding, de tweede uit bruidsmode en de derde uit dames- en meisjesmode. Het 40-jarig bestaan werd gevierd in 1934.
Op 14 mei 1940 werd het oude centrum van Rotterdam verwoest, inclusief de drie winkels van Esders. In november 1940 werd een noodwinkel van Esders aan de Statenweg in Blijdorp geopend. In 1946 overleed directeur Johan Laufersweiler op 80-jarige leeftijd. Zijn opvolgers waren J.P.C. Bayens (algemene zaken) en H.J.M. de Valk (financiële zaken). In 1951 werd een tweede warenhuis geopend aan de Pleinweg in Rotterdam-Zuid. In 1953 kwam de nieuwbouw aan de Binnenweg in Rotterdam Centrum gereed en werd de noodwinkel in Blijdorp opgeheven. In 1958 werd het Rotterdamse Esders-filiaal definitief gesloten.

## Reclame
Ouders die kleding voor hun kind kochten, werd gevraagd naar de naam, het adres en de geboortedatum van het kind. Het kind kreeg dan op zijn verjaardag een uitnodiging om in het warenhuis een cadeautje te komen uitzoeken. Een promotie-artikel van rond 1933 was een kwartetspel bedrukt met de tekst 'draagt  Esders' kleeding'.

## Afbeeldingen

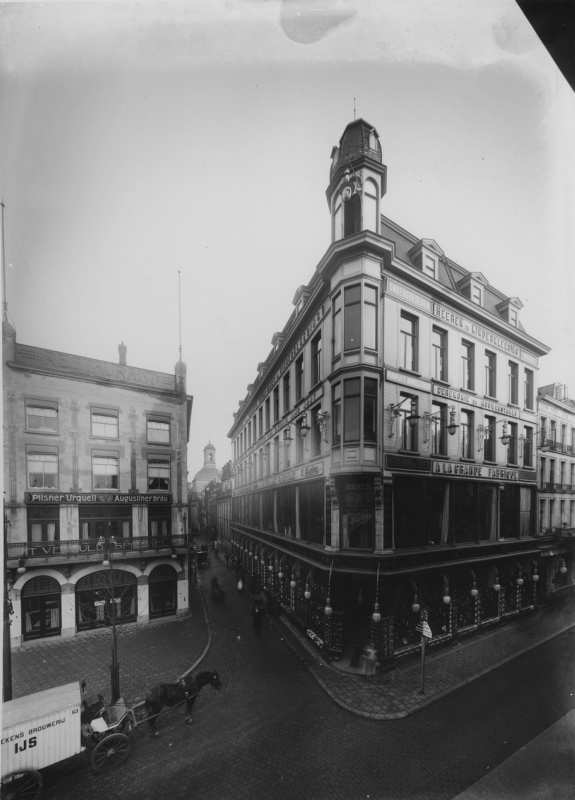
Het voormalige kledingwarenhuis Esders omstreeks 1910. Links restaurant 't Verguld Spinwiel
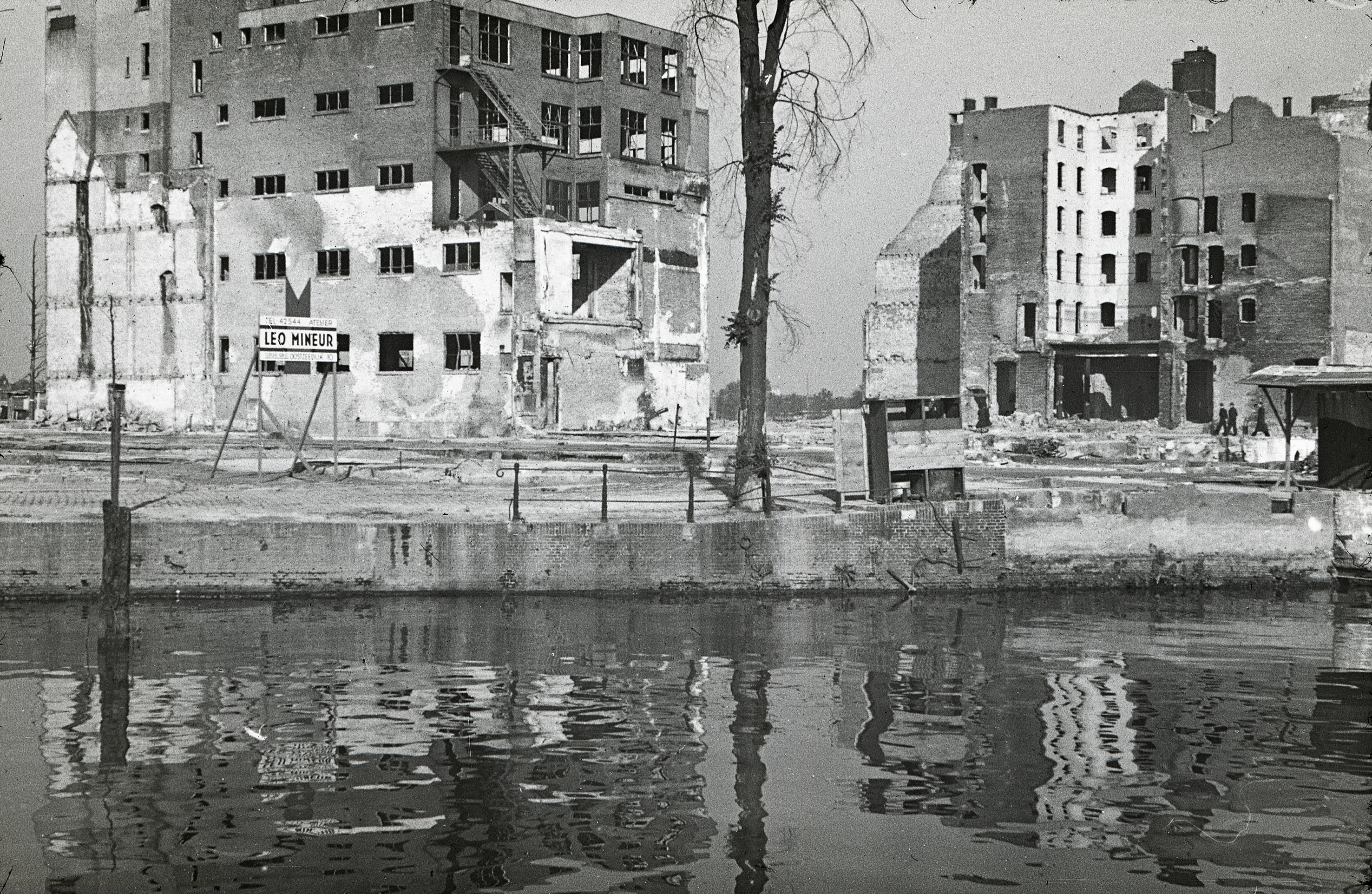
Kledingwarenhuis Esders na de bombardering, links Hotel Coomans
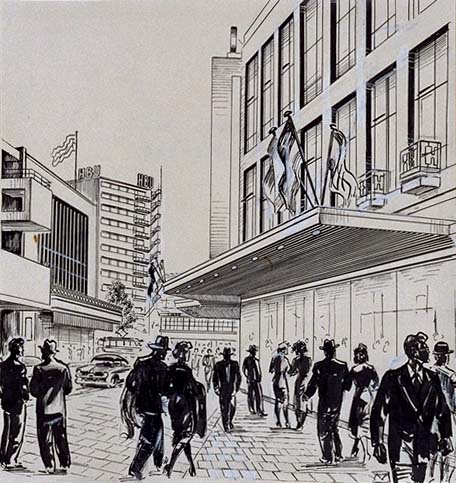
Het nieuwe kledingwarenhuis Esders aan de Binnenweg in 1953, getekend door P. Mer
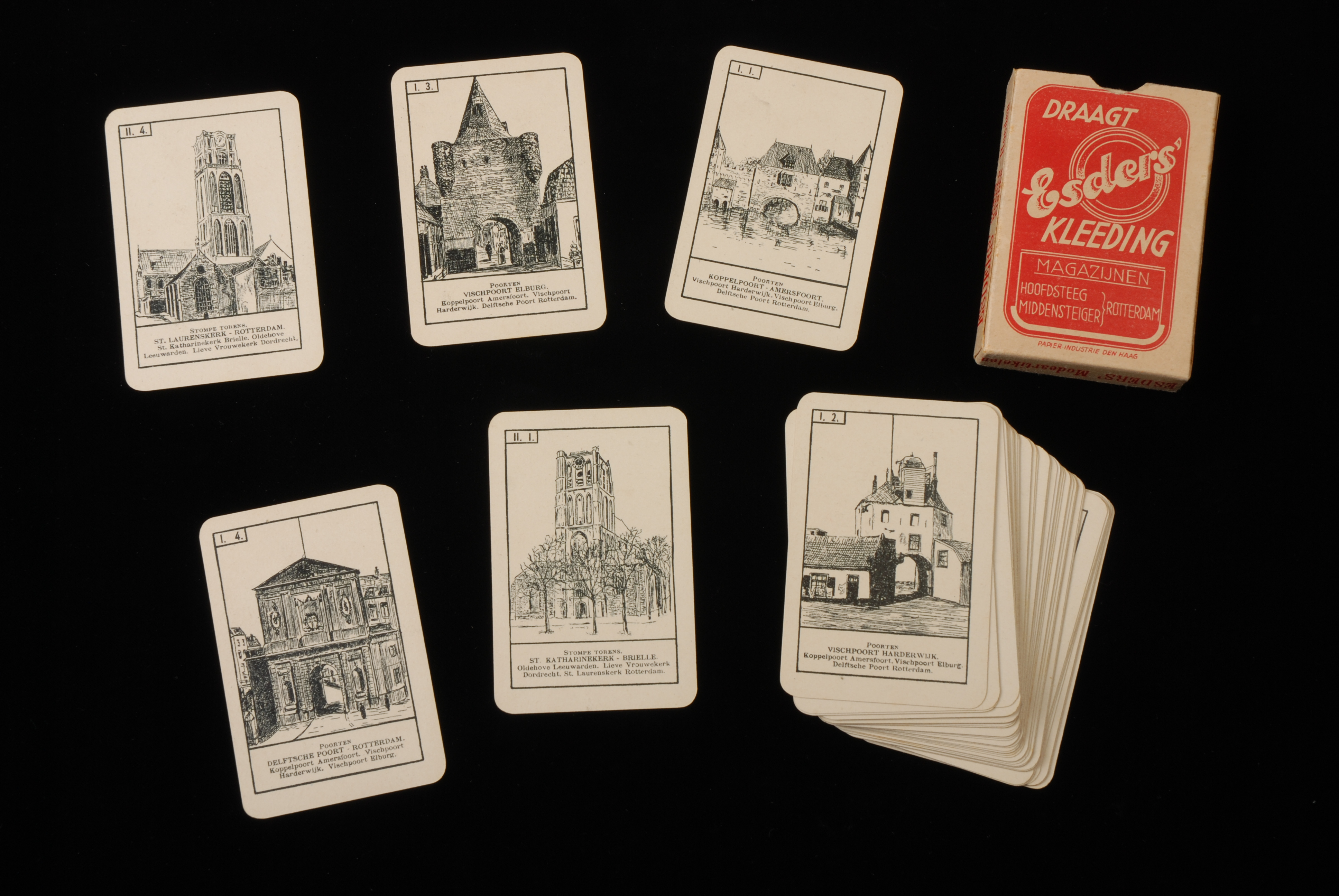
Reclame-kwartetspel van rond 1933
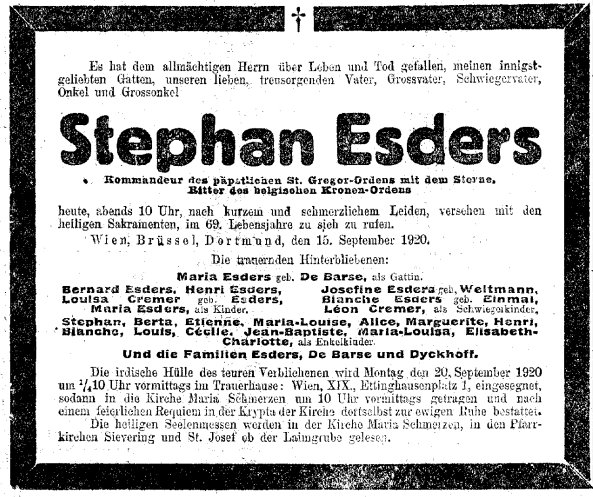
Overlijdensadvertentie Stefan Esders